# J.League Division 1 2003
Die J.League Division 1 2003 war die elfte Spielzeit der höchsten Division der japanischen J.League und die fünfte unter dem Namen Division 1. An ihr nahmen sechzehn Vereine teil. Die reguläre Saison wurde in zwei Halbserien ausgetragen und begann am 21. März 2003. Nach dem Ende der zweiten Halbserie am 29. November 2003 waren ursprünglich zwei Spiele zwischen den beiden Halbseriensiegern um den japanischen Meistertitel geplant. Wie im Vorjahr wurden diese Spiele jedoch nicht ausgetragen, nachdem es Yokohama F. Marinos gelang, beide Serien zu gewinnen. Für die Vereine aus der Hafenstadt war es nach 1995, damals noch als Marinos,  die zweite J.League-Meisterschaft.
Absteiger in die J.League Division 2 2004 waren Vegalta Sendai und Kyōto Purple Sanga.

## Modus
Wie in der Vorsaison standen sich die Vereine zweimal, also je einmal zuhause und einmal auswärts, gegenüber, allerdings wurden beide Halbserien als getrennte Meisterschaften gewertet. Erstmals seit Gründung der J.League endeten hierbei alle Spiele definitiv nach 90 Minuten, die vorher im Falle eines Unentschiedens übliche Verlängerung mit Golden Goal wurde aus den Regularien gestrichen.
Für einen Sieg gab es drei Punkte, bei einem Unentschieden erhielt jede Mannschaft einen Zähler. Die Tabelle einer jeden Halbserie wurde also nach den folgenden Kriterien erstellt:
1. Anzahl der erzielten Punkte
2. Tordifferenz
3. Erzielte Tore
4. Ergebnisse der Spiele untereinander
5. Entscheidungsspiel oder Münzwurf

Nach Ende einer Halbserie qualifizierte sich der Verein mit den meisten Punkten für die Endspiele um die japanische Meisterschaft. Der Sieger der Endspiele qualifizierte sich als japanischer Meister für die AFC Champions League 2004. Zur Ermittlung der beiden Absteiger wurde nach Ende der Saison nach den gleichen Kriterien wie oben angegeben eine Tabelle über die gesamte Spielzeit gebildet, die beiden schlechtesten Mannschaften mussten den Gang in die Zweitklassigkeit antreten.

## Teilnehmer
Insgesamt nahmen sechzehn Mannschaften an der Spielzeit teil. Nicht mehr dabei waren der Tabellenletzte der Vorsaison, Consadole Sapporo sowie der Vorletzte Sanfrecce Hiroshima, die beide in die J.League Division 2 2003 absteigen mussten. J.League-Gründungsmitglied Sanfrecce beendete mit dem Abstieg eine zehn Jahre andauernde Zugehörigkeit zur Division 1, während Consadole seine zweite Episode im J.League-Oberhaus nach zwei Jahren abschloss.
Ersetzt wurden die beiden Absteiger durch Ōita Trinita, den Meister der Division 2 2002, sowie dem Zweitplatzierten Cerezo Osaka. Ōita spielte zum ersten Mal in seiner Geschichte in der höchsten japanischen Spielklasse und war nach Avispa Fukuoka erst der zweite J.League-Verein überhaupt von Japans südlicher Hauptinsel Kyūshū. Cerezo dagegen gelang nach dem Abstieg aus dem Oberhaus 2001 die sofortige Wiederkehr.
| Verein               | Stadt/Region       |
| -------------------- | ------------------ |
| Cerezo Osaka         | Osaka, Osaka       |
| Gamba Osaka          | Suita, Osaka       |
| JEF United Ichihara  | Ichihara, Chiba    |
| Júbilo Iwata         | Iwata, Shizuoka    |
| Kashima Antlers      | Kashima, Ibaraki   |
| Kashiwa Reysol       | Kashiwa, Chiba     |
| Kyoto Purple Sanga   | Kyōto, Kyōto       |
| Nagoya Grampus Eight | Nagoya, Aichi      |
| Ōita Trinita         | Ōita, Ōita         |
| Shimizu S-Pulse      | Shizuoka, Shizuoka |
| FC Tokyo             | Tokio              |
| Tokyo Verdy 1969     | Tokio              |
| Urawa Red Diamonds   | Saitama, Saitama   |
| Vegalta Sendai       | Sendai, Miyagi     |
| Vissel Kōbe          | Kōbe, Hyōgo        |
| Yokohama F. Marinos  | Yokohama, Kanagawa |

## Trainer
| Verein               | Cheftrainer                                             |
| -------------------- | ------------------------------------------------------- |
| Vegalta Sendai       | Hidehiko Shimizu → Hajime Ishii → Zdenko Verdenik       |
| Kashima Antlers      | Toninho Cerezo                                          |
| Urawa Reds           | Hans Ooft                                               |
| JEF United Ichihara  | Ivica Osim                                              |
| Kashiwa Reysol       | Marco Aurélio                                           |
| FC Tokyo             | Hiromi Hara                                             |
| Tokyo Verdy 1969     | Lori Sandri → Leandro Machado → Osvaldo Ardiles         |
| Yokohama F. Marinos  | Takeshi Okada                                           |
| Shimizu S-Pulse      | Takeshi Ōki → Kōji Gyōtoku                              |
| Júbilo Iwata         | Masaaki Yanagishita                                     |
| Nagoya Grampus Eight | Zdenko Verdenik → Nelsinho Baptista                     |
| Kyoto Purple Sanga   | Gert Engels → Bunji Kimura → Pim Verbeek → Bunji Kimura |
| Gamba Osaka          | Akira Nishino                                           |
| Cerezo Osaka         | Akihiro Nishimura → Yūji Tsukada                        |
| Vissel Kobe          | Hiroshi Soejima                                         |
| Oita Trinita         | Shinji Kobayashi                                        |

## Spieler
| Verein               | Spieler |
| -------------------- | --- |
| Vegalta Sendai       | Kiyomitsu Kobari (20/0), Susumu Watanabe (13/0), Ichizō Nakata (6/0), Norio Omura (20/0), Fabiano (23/1), Toshiyuki Abe (15/1), Naoki Chiba (8/0), Silvinho (26/1), Marcos (3/3), Kim Eun-jung (10/2), Nobuyuki Zaizen (8/0), Hisato Satō (30/9), Yoshiteru Yamashita (29/4), Teruo Iwamoto (26/5), Toshiya Ishii (26/0), Yūichi Nemoto (28/2), Takumi Morikawa (13/0), Yasushi Fukunaga (7/0), Daijirō Takakuwa (11/0), Masahiro Kazuma (6/0), Kazuhiro Murakami (13/0), Hajime Moriyasu (18/0), Toshihiro Yahata (2/0), Takayuki Nakahara (4/0), Eder (5/1), Takayuki Komine (8/0), Shigeyoshi Mochizuki (14/1), Kenji Fukuda (10/0)               |
| Kashima Antlers      | Akira Narahashi (27/1), Yutaka Akita (28/1), Gō Ōiwa (29/1), Kōji Nakata (18/3), Yasuto Honda (19/0), Naoki Sōma (20/2), Mitsuo Ogasawara (27/7), Euller (22/4), Masashi Motoyama (20/4), Yoshiyuki Hasegawa (3/0), Atsushi Yanagisawa (8/2), Seiji Kaneko (2/0), Fernando (27/5), Jun Uchida (6/0), Kōji Kumagai (1/0), Tomoyuki Hirase (28/7), Tomohiko Ikeuchi (10/0), Hitoshi Sogahata (30/0), Tatsuya Ishikawa (14/0), Takeshi Aoki (27/1), Takuya Nozawa (5/0), Masaki Fukai (22/2), Yūki Nakashima (11/0), Takayuki Suzuki (4/0), Claudecir (8/2), Da Silva (1/0)                                                                             |
| Urawa Reds           | Norihiro Yamagishi (10/0), Keisuke Tsuboi (30/1), Zelic (22/2), Ichiei Muroi (18/1), Nobuhisa Yamada (27/3), Kōji Yamase (24/6), Yūichirō Nagai (23/8), Emerson (25/18), Tatsuya Tanaka (26/11), Takuya Mikami (4/0), Keita Suzuki (29/1), Tadaaki Hirakawa (30/1), Tōru Chishima (8/0), Makoto Hasebe (28/2), Hideki Uchidate (30/0), Satoshi Horinouchi (6/0), Ryōta Tsuzuki (20/0), Hiroyuki Kobayashi (3/0), Nikiforov (12/0) |
| JEF United Ichihara  | Eisuke Nakanishi (22/0), Takayuki Chano (25/0), Milinovic (26/2), Yūki Abe (27/3), Shin’ichi Mutō (3/0), Katsutomo Ōshiba (13/0), Choi Yong-soo (24/17), Shigeyoshi Mochizuki (7/0), Sandro (23/8), Yūto Satō (28/4), Kōji Nakajima (3/0), Takenori Hayashi (23/7), Ryō Kushino (30/0), Seiichirō Maki (17/2), Shinji Murai (29/2), Kōhei Kudō (2/0), Naotake Hanyū (25/6), Masataka Sakamoto (30/1), Satoru Yamagishi (20/2), Takashi Rakuyama (1/0), Kōzō Yūki (4/0), Daisuke Saitō (28/1) |
| Kashiwa Reysol       | Yūta Minami (26/0), Kensuke Nebiki (3/0), Norihiro Satsukawa (24/0), Takeshi Watanabe (14/2), Ricardinho (21/4), Tomokazu Myōjin (29/1), Jussie (17/5), Marcio (13/0), Harutaka Ōno (3/0), Nozomu Katō (10/0), Tadatoshi Masuda (13/0), Mitsuteru Watanabe (20/2), Masayuki Ochiai (9/0), Tatsuya Yazawa (14/2), Dai Satō (1/0), Shunta Nagai (10/0), Kishō Yano (18/2), Yūji Unozawa (15/0), Mitsuru Nagata (23/0), Kenta Shimizu (3/0), Shigenori Hagimura (11/2), Hidekazu Ōtani (4/0), Tomonori Hirayama (27/1), Takahiro Shimotaira (20/0), Naoya Kondō (15/1), Shin’ya Tanoue (9/1), Keiji Tamada (28/11), Minoru Suganuma (4/1), Robert (1/0) |
| FC Tokyo             | Yōichi Doi (30/0), Teruyuki Moniwa (27/0), Jean (29/2), Satoru Asari (22/0), Ryūji Fujiyama (12/0), Fumitake Miura (26/1), Amaral (25/4), Mitsuhiro Toda (30/8), Yoshirō Abe (27/6), Masashi Miyazawa (29/4), Jō Kanazawa (30/3), Naohiro Ishikawa (29/5), Kelly (27/9), Akira Kaji (22/0), Yūsuke Kondō (6/1), Norio Suzuki (8/0), Yūta Baba (15/1), Oh Jang-eun (4/0), Yōhei Kajiyama (3/0), Yūhei Tokunaga (8/0) |
| Tokyo Verdy 1969     | Takuya Yamada (30/10), Lopes (22/1), Kentarō Hayashi (29/1), Kentarō Suzuki (6/0), Atsuhiro Miura (26/2), Hayuma Tanaka (10/0), Mboma (23/13), Ramon (25/6), Kazuki Hiramoto (28/5), Masayuki Yanagisawa (27/1), Seitarō Tomisawa (6/0), Takahito Sōma (1/0), Naoto Sakurai (19/6), Daigo Kobayashi (19/0), Takumi Hayama (2/0), Yūya Sano (2/0), Kazunori Iio (13/2), Yoshinari Takagi (30/0), Takashi Hirano (25/4), Atsushi Yoneyama (23/0), Shingo Nejime (15/1), Yūgo Ichiyanagi (6/1), Yoshiyuki Kobayashi (18/1), Jun Tamano (3/1), Akira Takabe (2/0)                                                                                        |
| Yokohama F. Marinos  | Tatsuya Enomoto (15/0), Yoo Sang-chul (17/6), Naoki Matsuda (20/0), Yasuhiro Hato (10/0), Dutra (28/1), Yoshiharu Ueno (4/0), Yukihiko Satō (27/1), Akihiro Endō (26/3), Tatsuhiko Kubo (25/16), Norihisa Shimizu (21/2), Kunio Nagayama (8/0), Daisuke Oku (26/5), Kazuyoshi Mikami (6/0), Kazuki Satō (7/0), Daisuke Sakata (25/6), Sōtarō Yasunaga (8/1), Yūki Kaneko (1/0), Tetsuya Enomoto (15/0), Yūji Nakazawa (29/4), Masahiro Ōhashi (4/1), Takumi Motohashi (1/0), Shōgo Kobara (1/0), Daisuke Nasu (29/2), Yūtarō Abe (6/0), Yūzō Kurihara (7/0), Ken’ichi Shimokawa (1/0), Shō Kitano (2/0), Ryūji Kawai (11/0), Marquinhos (24/8)       |
| Shimizu S-Pulse      | Masanori Sanada (4/0), Toshihide Saitō (2/0), Shōhei Ikeda (28/2), Naoki Hiraoka (8/0), Yasuhiro Yoshida (22/0), Emerson (15/1), Teruyoshi Itō (30/2), Alessandro Santos (26/7), Tuto (20/6), Masaaki Sawanobori (14/2), Ryūzō Morioka (25/3), Kōhei Hiramatsu (14/1), Jumpei Takaki (9/0), Yoshikiyo Kuboyama (23/1), Keisuke Hada (2/0), Tomoyoshi Tsurumi (25/1), Hideaki Kitajima (18/2), Ahn Jung-hwan (28/11), Takaya Kurokawa (24/0), Kazumichi Takagi (16/0), Keisuke Ōta (8/0), Daisuke Ichikawa (23/0), Jun Muramatsu (6/0), Hayato Suzuki (4/0), Kōta Sugiyama (5/0)                                                                      |
| Júbilo Iwata         | Van Zwam (17/0), Hideto Suzuki (29/0), Taikai Uemoto (5/0), Takahiro Kawamura (22/3), Makoto Tanaka (30/1), Toshihiro Hattori (26/1), Hiroshi Nanami (27/3), Gral (29/21), Masashi Nakayama (12/3), Toshiya Fujita (13/6), Norihiro Nishi (24/1), Hiromasa Yamamoto (12/0), Nobuo Kawaguchi (19/1), Takahiro Yamanishi (25/0), Zivkovic (22/3), Ryōichi Maeda (28/7), Shō Naruoka (12/0), Toshiyasu Takahara (2/0), Takashi Fukunishi (26/5), Yasumasa Nishino (16/0), Naoya Kikuchi (7/0) |
| Nagoya Grampus Eight | Seigō Narazaki (28/0), Hideaki Tominaga (3/0), Panadic (26/3), Masayuki Ōmori (29/0), Masahiro Koga (28/2), Yūsuke Nakatani (14/1), Naoshi Nakamura (22/3), Tomoyuki Sakai (17/1), Vastic (9/3), Marques (19/5), Ueslei (27/22), Chikara Fujimoto (23/2), Kunihiko Takizawa (28/1), Chung Yong-dae (6/0), Seiji Honda (3/0), Kōjirō Kaimoto (18/2), Keiji Kaimoto (7/0), Taku Harada (1/0), Ryūta Hara (19/1), Tetsuya Okayama (23/2), Ryōji Ujihara (4/0), Keiji Yoshimura (24/1), Keiji Watanabe (1/0), Kōta Fukatsu (1/0), Kei Yamaguchi (15/0), Ryūji Akiba (1/0), Keiji Ishizuka (3/0)                                                          |
| Kyoto Purple Sanga   | Naohito Hirai (28/0), Shigeki Tsujimoto (8/0), Tadashi Nakamura (17/0), Kazuhiro Suzuki (16/1), Kazuki Teshima (23/0), Kiyotaka Ishimaru (27/0), Shingo Suzuki (30/1), Makoto Atsuta (4/0), Masahiro Andō (3/0), Teruaki Kurobe (23/10), Daisuke Matsui (27/2), Yutaka Tahara (10/1), Atsushi Mio (2/0), Daisuke Nakaharai (27/3), Tadamichi Machida (14/4), Daisuke Saitō (27/1), Shin’ya Tomita (22/1), Takatoshi Matsumoto (1/0), Hideaki Ueno (2/0), Makoto Kakuda (25/0), Yūsuke Mori (11/0), Ko Jong-su (13/1), Reggie (7/2), Harutaka Ōno (12/0), Lim You-hwan (13/0), Biju (13/1)                                                            |
| Gamba Osaka          | Naoki Matsuyo (30/0), Chiquiarce (16/1), Masao Kiba (28/0), Noritada Saneyoshi (15/0), Tsuneyasu Miyamoto (26/1), Satoshi Yamaguchi (29/2), Yasuhito Endō (30/4), Galeano (5/0), Harison (11/0), Magrao (24/15), Takahiro Futagawa (29/5), Masanobu Matsunami (17/0), Shigeru Morioka (10/0), Tōru Irie (13/0), Masashi Ōguro (26/10), Tōru Araiba (25/2), Kōta Yoshihara (20/6), Toshihiro Matsushita (5/0), Satoshi Nakayama (22/3), Hideo Hashimoto (23/1), Arata Kodama (9/0) |
| Cerezo Osaka         | Seigo Shimokawa (11/0), Yasushi Kita (18/1), Takuma Koga (16/0), Takanori Nunobe (26/3), Joao (15/0), Takeshi Hamada (13/0), Satoru Suzuki (25/0), Hiroaki Morishima (28/4), Pelak (3/1), Yoshito Ōkubo (24/16), Yasuo Manaka (10/1), Yūsuke Satō (18/1), Yūji Hironaga (19/0), Nobuki Hara (14/0), Kiyokazu Kudō (26/1), Baron (26/9), Shō Gokyū (4/1), Akinori Nishizawa (24/7), Daisuke Tada (19/0), Shinobu Itō (2/0), Takaaki Tokushige (22/7), Ryū Saitō (10/1), Noriyuki Sakemoto (5/0), Yoshiki Nakai (2/0), Axel (15/0), Hiroshige Yanagimoto (17/0)                                                                                        |
| Vissel Kobe          | Makoto Kakegawa (29/0), Naoto Matsuo (12/0), Shūsuke Tsubouchi (10/0), Kunie Kitamoto (24/1), Sidiclei (30/6), Tomo Sugawara (29/0), Naoya Saeki (2/0), Masayuki Okano (23/0), Oseas (29/13), Harison (15/0), Bismarck (9/0), Kazuyoshi Miura (24/4), Ryūji Bando (27/7), Park Kang-jo (13/0), Kōji Yoshimura (22/0), Fumiya Iwamaru (1/0), Yukio Tsuchiya (22/1), Mitsunori Yabuta (24/2), Masaya Nishitani (8/0), Yasutoshi Miura (17/0), Ryūji Tabuchi (13/0), Kazuhiro Mori (6/0), Takayuki Yamaguchi (15/0), Tarō Sugahara (2/0), Hiromi Kojima (6/0)                                                                                           |
| Oita Trinita         | Hayato Okanaka (28/0), Takashi Miki (30/0), Sandro (27/2), Tomohiro Katanosaka (9/0), Tetsurō Uki (7/0), Daiki Wakamatsu (14/0), Teppei Nishiyama (17/0), Yoshito Terakawa (30/4), Takayuki Yoshida (29/7), Rodrigo (13/3), Robson (7/0), Edmilson (5/0), Andradina (10/0), Will (16/2), Daiki Takamatsu (26/4), Haruki Seto (14/0), Takashi Umeda (30/2), Keita Kanemoto (8/0), Shin’ichi Mutō (9/0), Michiaki Kakimoto (1/0), Kim Dong-hyun (1/0), Shōta Matsuhashi (3/0), Kōji Arimura (27/0), Ryōsuke Kijima (4/0), Yoshihiro Uchimura (6/0), Tomoaki Komorida (15/0), Kōji Ezumi (2/0), Tetsuya Yamazaki (26/1), Yūzō Tashiro (1/0)             |

## Statistik

### Erste Halbserie
Die erste Halbserie begann am 21. März 2003 und endete am 2. August 2003. Aufgrund des FIFA-Konföderationen-Pokals 2003 wurden zwischen dem 25. Mai und dem 5. Juli keine Spiele ausgetragen. Die Halbserie wurde von Yokohama F. Marinos gewonnen.

#### Tabelle
| Pl.                       | Verein               | Sp. | S  | U | N  | Tore    | Diff. | Punkte |
| ------------------------- | -------------------- | --- | -- | - | -- | ------- | ----- | ------ |
| 1.                        | Yokohama F Marinos   | 15  | 10 | 2 | 3  | 029:160 | +13   | 32     |
| 2.                        | Júbilo Iwata         | 15  | 9  | 4 | 2  | 034:170 | +17   | 31     |
| 3.                        | JEF United Ichihara  | 15  | 8  | 3 | 4  | 033:200 | +13   | 27     |
| 4.                        | FC Tokyo             | 15  | 7  | 4 | 4  | 014:110 | +3    | 25     |
| 5.                        | Cerezo Osaka         | 15  | 8  | 1 | 6  | 029:290 | ±0    | 25     |
| 6.                        | Urawa Red Diamonds   | 15  | 7  | 3 | 5  | 025:230 | +2    | 24     |
| 7.                        | Nagoya Grampus Eight | 15  | 5  | 8 | 2  | 019:160 | +3    | 23     |
| 8.                        | Kashima Antlers      | 15  | 7  | 2 | 6  | 023:210 | +2    | 23     |
| 9.                        | Kashiwa Reysol       | 15  | 6  | 3 | 6  | 019:190 | ±0    | 21     |
| 10.                       | Tokyo Verdy 1969     | 15  | 6  | 1 | 8  | 028:320 | −4    | 19     |
| 11.                       | Shimizu S-Pulse      | 15  | 5  | 3 | 7  | 020:180 | +2    | 18     |
| 12.                       | Gamba Osaka          | 15  | 4  | 4 | 7  | 026:290 | −3    | 16     |
| 13.                       | Vissel Kōbe          | 15  | 5  | 1 | 9  | 018:340 | −16   | 16     |
| 14.                       | Ōita Trinita         | 15  | 4  | 3 | 8  | 020:210 | −1    | 15     |
| 15.                       | Vegalta Sendai       | 15  | 3  | 3 | 9  | 017:280 | −11   | 12     |
| 16.                       | Kyōto Purple Sanga   | 15  | 3  | 1 | 11 | 014:340 | −20   | 10     |
| Stand: Ende der Halbserie |                      |     |    |   |    |         |       |        |

| Nach Ende der Halbserie: Qualifikation für die Suntory Championship: Yokohama F. Marinos |

### Zweite Halbserie
Die zweite Halbserie begann am 16. August 2003 und endete am 29. November 2003. Yokohama F. Marinos gewann auch diese Halbserie, damit entfielen gemäß den Wettbewerbsregularien die Endspiele um die J.League-Meisterschaft.

#### Tabelle
| Pl.                       | Verein               | Sp. | S | U | N | Tore    | Diff. | Punkte |
| ------------------------- | -------------------- | --- | - | - | - | ------- | ----- | ------ |
| 1.                        | Yokohama F Marinos   | 15  | 7 | 5 | 3 | 027:170 | +10   | 26     |
| 2.                        | JEF United Ichihara  | 15  | 7 | 5 | 3 | 024:180 | +6    | 26     |
| 3.                        | Júbilo Iwata         | 15  | 7 | 5 | 3 | 022:170 | +5    | 26     |
| 4.                        | Kashima Antlers      | 15  | 6 | 7 | 2 | 021:190 | +2    | 25     |
| 5.                        | FC Tokyo             | 15  | 6 | 6 | 3 | 032:200 | +12   | 24     |
| 6.                        | Urawa Red Diamonds   | 15  | 6 | 5 | 4 | 029:190 | +10   | 23     |
| 7.                        | Gamba Osaka          | 15  | 6 | 5 | 4 | 024:170 | +7    | 23     |
| 8.                        | Nagoya Grampus Eight | 15  | 6 | 4 | 5 | 030:260 | +4    | 22     |
| 9.                        | Tokyo Verdy 1969     | 15  | 5 | 6 | 4 | 028:250 | +3    | 21     |
| 10.                       | Shimizu S-Pulse      | 15  | 6 | 3 | 6 | 019:260 | −7    | 21     |
| 11.                       | Kashiwa Reysol       | 15  | 3 | 7 | 5 | 016:200 | −4    | 16     |
| 12.                       | Cerezo Osaka         | 15  | 4 | 3 | 8 | 026:270 | −1    | 15     |
| 13.                       | Vissel Kōbe          | 15  | 3 | 5 | 7 | 017:290 | −12   | 14     |
| 14.                       | Kyōto Purple Sanga   | 15  | 3 | 4 | 8 | 014:260 | −12   | 13     |
| 15.                       | Vegalta Sendai       | 15  | 2 | 6 | 7 | 014:280 | −14   | 12     |
| 16.                       | Ōita Trinita         | 15  | 1 | 8 | 6 | 007:160 | −9    | 11     |
| Stand: Ende der Halbserie |                      |     |   |   |   |         |       |        |

| Nach Ende der Halbserie: Qualifikation für die Suntory Championship: Yokohama F. Marinos |

### Gesamttabelle
| Pl.                    | Verein               | Sp. | S  | U  | N  | Tore    | Diff. | Punkte |
| ---------------------- | -------------------- | --- | -- | -- | -- | ------- | ----- | ------ |
| 1.                     | Yokohama F. Marinos  | 30  | 17 | 7  | 6  | 056:330 | +23   | 58     |
| 2.                     | Júbilo Iwata         | 30  | 16 | 9  | 5  | 056:340 | +22   | 57     |
| 3.                     | JEF United Ichihara  | 30  | 15 | 8  | 7  | 057:380 | +19   | 53     |
| 4.                     | FC Tokyo             | 30  | 13 | 10 | 7  | 046:310 | +15   | 49     |
| 5.                     | Kashima Antlers      | 30  | 13 | 9  | 8  | 044:400 | +4    | 48     |
| 6.                     | Urawa Red Diamonds   | 30  | 13 | 8  | 9  | 054:420 | +12   | 47     |
| 7.                     | Nagoya Grampus Eight | 30  | 11 | 12 | 7  | 049:420 | +7    | 45     |
| 8.                     | Tokyo Verdy 1969     | 30  | 11 | 7  | 12 | 056:570 | −1    | 40     |
| 9.                     | Cerezo Osaka         | 30  | 12 | 4  | 14 | 055:560 | −1    | 40     |
| 10.                    | Gamba Osaka          | 30  | 10 | 9  | 11 | 050:460 | +4    | 39     |
| 11.                    | Shimizu S-Pulse      | 30  | 11 | 6  | 13 | 039:440 | −5    | 39     |
| 12.                    | Kashiwa Reysol       | 30  | 9  | 10 | 11 | 035:390 | −4    | 37     |
| 13.                    | Vissel Kōbe          | 30  | 8  | 6  | 16 | 035:630 | −28   | 30     |
| 14.                    | Ōita Trinita         | 30  | 5  | 11 | 14 | 027:370 | −10   | 26     |
| 15.                    | Vegalta Sendai       | 30  | 5  | 9  | 16 | 031:560 | −25   | 24     |
| 16.                    | Kyōto Purple Sanga   | 30  | 6  | 5  | 19 | 028:600 | −32   | 23     |
| Stand: Ende der Saison |                      |     |    |    |    |         |       |        |

| Nach Ende der Saison: Absteiger in die J.League Division 2 2004: Vegalta Sendai, Kyōto Purple Sanga |

### Suntory Championship
Wie im Vorjahr entfielen die Endspiele. Grund hierfür war die Tatsache, dass beide Halbserien von Yokohama F. Marinos gewonnen wurden, was gemäß der Wettbewerbsregularien automatisch zum Meistertitel führte. Für die F. Marinos war es der zweite J.League-Titel nach 1995, damals noch unter dem Namen Marinos.